# Isidor de Tàpia
Isidor de Tàpia   (València, 1712 - Madrid, 1778) va ser un pintor valencià. Va iniciar la seva carrera artística el 1730 com a deixeble d'Evarist Muñoz i el 1743 es va traslladar a Madrid on l'any 1755 seria nomenat membre de l'Acadèmia de San Fernando. Va ser pintor del rei Felip V. Hi ha algunes de les seves obres exposades a l'Acadèmia de San Fernando, als Carmelitans Calçats i als Desemparats de València.
Es caracteritzava pel colorit i la vivesa de les seves pintures. Va ser professor de dibuix fins a la seva mort.

## Obres
- Sacrifici d'Isaac, exposat a Madrid
- Santa Teresa amb els quatre doctors, exposat a València